# Suppedaneum

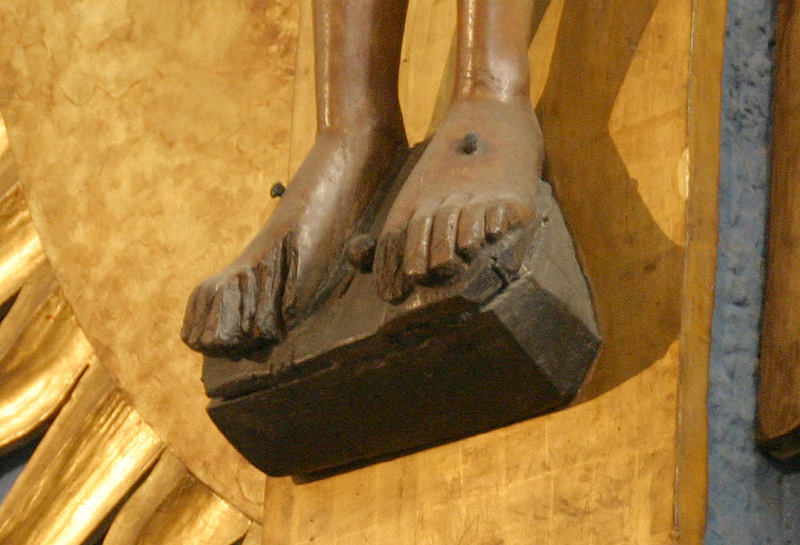
Darstellung der Vierpunkt-Phase mit Suppedaneum: Gerokreuz (Ende 10. Jhd.) im Kölner Dom

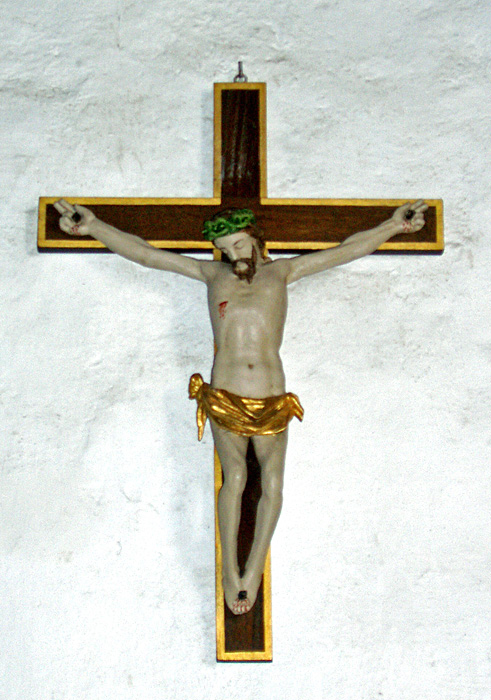
Darstellung der Dreipunktphase ohne Suppedaneum in der Borum-Kirche (Gemeinde Århus, Dänemark)

Das Suppedaneum (lateinisch „Fußunterlage“) ist in der Antike ganz allgemein eine Fußbank vor einem erhobenen Sitz, auch einem Thron, und kann so den Rang eines Insigne besitzen. Die Kaiser des Oströmischen Reichs wie die Kaiser des Heiligen Römischen Reichs werden daher in Spätantike und Mittelalter immer mit einem Suppedaneum unter den Füßen dargestellt. Daraus entwickelte sich die Verwendung des Worts für die oberste Stufe eines Altars in einer christlichen Kirche, auch für den Altarboden, auf dem der Altartisch steht.

## Suppedaneum bei der Kreuzigung
In der christlichen Kunst ist Suppedaneum auch die Bezeichnung für ein stützendes Fußbrett bei einer Kreuzigung im Römischen Reich, das den Todeskampf verlängerte. Denn bei der römischen Kreuzigung diente das am Kreuz angebrachte Suppedaneum dem Aufstützen der Füße und damit des Körpergewichtes. Dadurch konnte der Todeskandidat seine Arme entlasten, was ihm das Atmen erleichterte und den Tod durch Ersticken hinauszögerte. Vor allem, wenn dem Gekreuzigten noch Wasser verabreicht wurde, konnte es dadurch Tage dauern, bis der Kreuzigungstod eintrat (vgl. Methode der Kreuzigung). Vermutlich verbreiteter als das Suppedaneum war zur Todesverlängerung bei der Kreuzigung allerdings das Sedile („Sitzchen“), ein Brett in Gesäßhöhe, auf dem der Gefolterte sitzen konnte.
Wenn der Tod schließlich beschleunigt werden sollte, wurden dem Opfer die Beine gebrochen, damit es sich nicht mehr ohne große Schmerzen abstützen konnte. Hiervon wird z. B. im Johannesevangelium berichtet:

„Also kamen die Soldaten und zerschlugen dem ersten die Beine, dann dem anderen, der mit ihm gekreuzigt worden war. Als sie aber zu Jesus kamen und sahen, daß er schon tot war, zerschlugen sie ihm die Beine nicht“

In der christlichen Ikonographie wird Jesus am Kreuz häufig mit einem Suppedaneum dargestellt, da er ja auch im Tod als Herrscher gedeutet wird, typischerweise aber erst in der nachromanischen Zeit. Man unterscheidet ab dieser Zeit in der Darstellung des Gekreuzigten die so genannte Dreipunkt-Phase (Hände mit zwei Nägeln am Querbalken, ein Nagel durch die beiden Fußwurzeln) von der vorher üblichen Vierpunkt-Phase, bei der jeder Fuß einzeln angenagelt gezeigt wurde.